# Obirupsvogel
De Obirupsvogel (Edolisoma obiense) is een zangvogel uit de familie Rupsvogels (Campephagidae). Eerder werd deze vogel beschouwd als een ondersoort van de sahoelrupsvogel (E. tenuirostre), die toen nog monniksrupsvogel heette.

## Verspreiding en leefgebied
Deze vogel komt voor op de eilanden Obi en Bisa in de Molukken.

## Status
De grootte van de populatie is niet gekwantificeerd maar de soort wordt omschreven als schaars. Op de Rode lijst van de IUCN heeft deze soort de status niet bedreigd.